# Табурао
Табурао (англ. Taburao) — деревня в Кирибати.

## Описание
Табурао расположена на атолле Абаианг в архипелаге Острова Гилберта, в северной части страны, в 60 км к северу от столицы, Южной Таравы. Ближайшие деревни — Эвена и Морикао на севере и Теберо и Табуроа на юге.
Деревня Табурау расположена на высоте 10 метров над уровнем моря. Рельеф вокруг Айаки плоский.
Среднегодовая температура в окрестностях составляет 24 °С. Самый теплый месяц — август, когда средняя температура 24°С, а самый холодный — сентябрь, когда 24°С. Среднегодовое количество осадков составляет 1873 миллиметра. Самый влажный месяц — июнь, в среднем выпадает 200 мм осадков, а самый сухой — ноябрь, выпадает 84 мм осадков. Климат тропический жаркий, но смягчается постоянно дующими ветрами. Как и в других местах на юге островов Гилберта, на Табурау время от времени обрушиваются циклоны.
Население деревни уменьшилось с 322 (2010 год) до 221 жителей в 2017 году. В деревне находится административный центр атолла, молитвенный дом, футбольное поле и церковь.
В деревне находится медицинский центр. Он расположен недалеко от здания Совета острова. В центре куда обращаются жители деревень Табурао, Туарабу, Теберо и Эвена работает один фельдшер, которому помогает медсестра.